# Testbatterie
Als Testbatterie bezeichnet man in der Differentiellen Psychologie bzw. Psychologischen Diagnostik eine Kombination unterschiedlicher Einzeltests. Sie verfolgt das Ziel, die Validität des mit einem einzelnen Test nur unzureichend messbaren, oft  komplexen Merkmals oder Sachverhalts, zu erhöhen.

## Arten und Formen
Die Testliteratur weist sehr unterschiedliche Arten und Formen von Testbatterien aus: Sie unterscheiden sich insbesondere in ihrer inhaltlichen und/oder strukturellen Ausrichtung. Testbatterien können beispielsweise Phänomene auf sensomotorischen, auf intellektuellen, auf sozialen und weiteren Gebieten empirisch zu erschließen versuchen. Sie können sich als Sprachtests auf Ebenen wie das Textverstehen, den Wortschatz, die Wortbildung, die Satzgrammatik beziehen, verschiedene Intelligenzbereiche ausleuchten, sich als Persönlichkeitstests oder als Berufseignungstests präsentieren oder sich des breiten Spektrums der körperlichen Leistungsfähigkeiten oder technischen Fertigkeiten annehmen. Sie können sich aber auch strukturell als sogenannte homogene oder heterogene Batterien unterscheiden.
Testkombinationen, bei denen Testbatterien aus unterschiedlichen Bereichen zusammengestellt werden, etwa Testverfahren, die neben Intelligenz- auch motorische oder soziale Leistungen abfragen, bezeichnet man in Unterscheidung von den „Batterien“ sachlich zutreffender als „Testsysteme“. So lassen sich beispielsweise für die Entscheidung über eine Stellenbesetzung in einer komplexen Prüfungseinheit auch Intelligenztests, Persönlichkeitstests, Motivationstests und Konzentrationstests, die sinnvoller- und notwendigerweise ja bereits jede für sich Batterien mit einer Reihe von Subtests darstellen, verfahrenstechnisch zu einer Testeinheit zusammenfügen, die in einer Prüfungsphase zu bearbeiten sind.

### Homogene und heterogene Batterien
Die Unterscheidung von homogenen und heterogenen Testbatterien, wie sie etwa der Testpsychologe Gustav A. Lienert vornimmt, ist vor allem struktureller Natur. Der Experimentalpsychologe und Testautor Siegbert A. Warwitz definiert die Hauptunterschiede wie folgt:
Homogene Batterien sind dadurch charakterisiert, dass ihre Einzelaufgaben mehr oder weniger die gleichen Züge eines Merkmals messen. Sie korrelieren entsprechend relativ hoch sowohl untereinander als auch mit dem Validitätskriterium. Homogene Batterien besitzen im allgemeinen eine größere innere Konsistenz.
In heterogenen Batterien werden Einzelaufgaben zusammengeschlossen, die jeweils andere Züge eines Merkmals messen, sich also bei der Erfassung der Variablen gegenseitig ergänzen. Sie korrelieren untereinander relativ niedrig, mit dem Kriterium aber jeweils relativ hoch. Heterogene Batterien werden vornehmlich zur Validitätsverbesserung konstruiert und besonders zur Erfassung komplexer Merkmale eingesetzt. Heterogene Testbatterien bestehen entsprechend in der Regel aus mehr Einzelaufgaben (Items) als homogene Testbatterien, die ein engeres Kriterium lediglich besser absichern.

## Beispiele

### Intelligenzmessung
Im Bereich der Intelligenzmessung hat sich neben zahlreichen weiteren der Intelligenz-Struktur-Test (IST) von R. Amthauer zu einem verbreiteten Standardverfahren entwickelt. Die Testbatterie besteht aus einzelnen Aufgabengruppen, die jeweils einen Bereich der Intelligenz, wie räumliches Vorstellungsvermögen, sprachliches und schlussfolgerndes Denken, Abstraktionsfähigkeit oder Kombinationsfähigkeit, widerspiegeln. In ihrer Summe ergeben die verschiedenen Aufgaben ein Intelligenzprofil. Die Einsatzgebiete sind vor allem der klinische Bereich, um entsprechende Defizite bei Patienten herauszufinden und die Berufseignungs-Diagnostik.

### Sensomotorik
Im Bereich der Sensomotorik hat der Wiener Koordinationsparcours (WKP) von S. Warwitz, vor allem im Bereich der Eignungsprüfungen für das akademische Sportstudium sowie für die Aufnahme in Sporteliteschulen und für Anwärter im Polizei- und Militärdienst, eine größere Bedeutung erlangt. Es handelt sich um eine empirisch-diagnostische Bestandsaufnahme des komplexen Leistungsspektrums der Koordinativen Fähigkeiten als Basisvoraussetzung für das Lern- und Leistungsvermögen in allen Bereichen der Bewegungskunst und des Sports. Geprüft wird in einer Testbatterie von acht Items etwa das Zusammenspiel von kognitiven, sensorischen und motorischen Komponenten wie Raumerfassungsvermögen, Raumorientierung, Bewegungssteuerung, Bewegungsfluss, Bewegungspräzision, Beweglichkeit, Bewegungsökonomie, Bewegungskopplung und Antizipationsvermögen.

### Zufälligkeit
Die Erzeugung von Zufallsfolgen (aus Ziffern und/oder Buchstaben oder aus Bytes) und auch der Test auf Zufälligkeit ist keine triviale Aufgabe. Niemand kennt eine einfache Methode, mit der man zuverlässig feststellen kann, ob eine gegebene Zeichenfolge wirklich zufällig ist oder nicht. Allerdings gibt es diverse statistische Kenngrößen, die man überprüfen kann, und die ein Maß für die „Qualität des Zufalls“ ergeben.
Diehard ist der Name einer Testbatterie zur Prüfung der Zufälligkeit einer gegebenen Zeichenfolge. Sie wurde ab den 1960er-Jahren vom amerikanischen Mathematiker und Informatiker George Marsaglia (1924–2011) entwickelt, nutzt die Kombination unterschiedlicher Testmethoden und steht als Zip-Datei zur freien Verfügung (siehe Diehard.zip unter Weblinks).